# Margit Enke
Margit Enke (* 1952 in Leipzig) ist eine deutsche Wirtschaftswissenschaftlerin.
Margit Enke studierte, promovierte und habilitierte an der Handelshochschule Leipzig. Neben Lehraufträgen an nationalen und internationalen Hochschulen hat sie seit 1994 einen Lehrauftrag für Marketing an der TU Bergakademie Freiberg. Seit April 1996 ist sie Universitätsprofessorin für Allgemeine Betriebswirtschaftslehre, insbesondere Marketing und Internationalen Handel an der TU Bergakademie Freiberg. Ihre Spezialgebiete sind Dienstleistungsmarketing, Konsumgütermarketing, Konsumentenverhalten, Markenführung und Internationales/Interkulturelles Marketing, Unternehmens- und Leistungskommunikation, Commodity Marketing, Wissenschaftsmarketing, Gesundheitsmarketing, Regionen- und Stadtmarketing sowie strategisches Marketing.
Margit Enke ist Autorin zahlreicher Bücher und Artikel im nationalen und internationalen Bereich. Zu ihren wohl bekanntesten Werken zählt das Buch Commodity Marketing. Neben zahlreichen Mitgliedschaften in weltweit anerkannten Marketingorganisationen (u. a. American Marketing Association, Academy of Marketing Science) ist Margit Enke Mitglied im Herausgeberbeirat der Absatzwirtschaft und Vorstandsmitglied der Deutschen Werbewissenschaftlichen Gesellschaft e.V. Darüber hinaus wurde Margit Enke zum 1. Juli 2013 zum Mitglied des Aufsichtsrates der DREFA Media Holding GmbH bestellt, einer Tochtergesellschaft des MDR.